# Andrej Ristić
Andrej Ristić (ur. 23 stycznia 1998 w Neapolu) – bośniacki siatkarz, grający na pozycji przyjmującego. 
Urodził się we Włoszech w Neapolu, gdyż wtedy w tym mieście grał jego ojciec Ljubiša Ristić.

## Przebieg kariery
| Lata                      | Klub                               |
| ------------------------- | ---------------------------------- |
| 2013–2016                 | MOK Jedinstvo Brčko                |
| 2016–2017                 | OK Partizan Belgrad                |
| 2017 (do 12.2017)         | Ethnikos Aleksandropolis           |
| 2017–2018 (od 12.12.2017) | Mosca Bruno Bolzano                |
| 2018–2019                 | BCC Leverano                       |
| 2019–2020 (do 22.01.2020) | Sarca Italia Chef Centrale Brescia |
| 2020 (od 24.01.2020)      | Grand Nancy VB                     |
| 2020–2021                 | Conad Reggio Emilia                |
| 2021–2022                 | Crvena zvezda Belgrad              |
| 2022–                     | OK Radnički Kragujevac             |

## Sukcesy klubowe
Mistrzostwa Bośni i Hercegowiny:
- 2014
- 2016

Mistrzostwa Serbii:
- 2022